# 張雪門
張雪門（1891年3月10日—1973年4月18日），名顯烈，字承哉，號雪門，以號行，浙江鄞縣人，中華民國幼教專家，在中國培育學前教育師資，到臺灣後建立臺灣省育幼院，並繼續培育師資，有「臺灣幼兒教育之父」之稱。

## 生平

### 中國大陸時期
張雪門，原名「張顯烈」，字「承哉」、號「雪門」，又有曾用名「塵芥」、「潛光」、「伏驥」。依部屬回憶，他生於光緒十七年二月初一（1891年3月10日），浙江鄞縣人，浙江省立中學畢業。廿七歲時，他即在故鄉創辦幼稚園。當時他參觀各地幼稚園，見到有些幼稚園教師是以口令吩咐院童整齊動作、有些是任憑院童各玩各的，便對學前教育教學法感到興趣。1912年出任鄧縣私立星蔭小學首任校長，1918年擔任星蔭幼兒園首任園長，後來他感到需要加強學識，遂赴北平入北京大學教育學系來專攻幼稚教育學。
張雪門在1924年進入北京大學後，一次參觀博氏幼稚園時，撿到福祿貝爾的講義殘頁，開始對此教育法展開研究，並在教授高仁山鼓勵下，將福祿貝爾、蒙台梭利教育法翻譯成書。後來高仁山因故遭難，交代張雪門終生不要離開幼教。1928年，張雪門受北平孔德中學所託創辦幼稚園，以半授課半實習方式培育師資。1930年，他受北平香山慈幼院之請，與熊希齡之女熊芷合作創辦幼稚師範(孔德幼稚師範學校)，以福祿貝爾教育法培育師資。張雪門教授法分為三階段：第一階段是學生觀察幼稚師範自設的幼稚園，從軟硬體考察其原因結果，再提出個人意見，再參觀各學校來作比較；第二階段是參與幼稚園的教學，以建立初學者的基本觀念；第三階段是學生以六人為一組，分至北京的幼稚園作行政、教學工作，再逐漸減到一人，使他們具有獨立工作能力。當時的學生關毓蘭回憶這教法打破過去的唱歌遊戲作法，實施大單元教學法。1932年，二十一名學生畢業後，被各地幼稚園爭相聘請。
1933年秋，張雪門擔任河北省女子師範學院教育系講師，次年夏轉任河北省教育廳科長。曾共事的張清源評道張雪門當年與上海幼稚師範的陳鶴琴並稱「南陳北張」，歸功於這些學生日後到臺灣從事幼兒教育能頗有建樹，是張雪門的功勞。
九一八事變後，張雪門思考幼兒是未來的主人翁，民族教育不能在這階段缺席，又從關毓蘭得知有幼童模仿日本浪人的行為，便在1933年北平社會局起草幼稚園課程實施方案時，提出加強民族觀念的教育。但這點與熊芷的看法不同，她從1935年6月至1936年6月考察歐洲的經驗，認為幼兒階段實施民族教育，會給他們對人的敵對態度與殘忍個性。1937年7月，張雪門在中國教育學會提出這觀念時，北方的會員多支持，南方的相反。
1937年8月，日軍佔領北平，張雪門離開幼稚師範，將《幼稚園行政》文稿交由中華書局印行，受時任廣西省教育廳長的邱昌渭之請到桂林培育六期的幼稚園師資。在廣西五年，由張雪門教育出來的幼稚教育人才，在廣西九十一個縣裏每縣分別創設一所幼稚園。
1942年，張雪門到陝西的西北師範學校家政系教授兒童教育。次年，受熊芷催促，張雪門將幼稚師範遷至重慶。張雪門在重慶期間，成立了四所幼稚園，並籌備兒童福利分會招收學生。日本戰敗後，1946年，張雪門受毛彥文邀請回北京擔任香山慈幼園副院長。這時他還計畫在北平替幼稚師範復校，但原校地已被改為北京市立第三女子中學，加上局勢改變，因此決定去臺灣創辦臺北育幼院。

### 臺灣時期
張雪門於1946年7月26日抵達基隆，陪他來的只有女兒。兒子張香山則留在中國大陸，成為日後的中共中央宣傳部副部長。
藉由胡文虎捐款，臺北育幼院在北投農民訓練所舊址建立。院方收容兒童僅限於貧寒子弟，大部係來自軍人、公教人員及中國大陸難胞。12月開始收院童時，因民眾抱持疑懼態度，張雪門親自去南臺灣勸說，才帶回三十二名進入幼稚部與小學部。
1947年二二八事件期間，據育幼院總務處職員黃毅辛回憶，張雪門等職員躲在育幼院林姓廚師家中以避難。同年4月臺北育幼院更名為「臺灣省育幼院」後，張雪門在8月聘華霞菱、李蟾桂、池寶華到臺灣擔任職員。
初期人力不足，張雪門便與時任臺北女師校長任培道合作，以張雪門義務去授課，女師校學生來育幼院駐院實習半年，後來院童人數便至百人。1951年11月16日，育幼院成立五週年紀念日時，工作人員已有五十一名，收容兒童人數達六九五名。
1952年末，張雪門在辦理臺灣省政府社會處委託的保育人員訓練班後，因白內障加青光眼，至中心診所治療動手術，於次年初退休。1953年10月，他搬到大屯山，將住宅取名「誰來堂」。他也擔任臺南師範學校幼教科幼稚園等幼稚園顧問、及在《中華日報》寫「幼教之友」專欄、主編《幼教輔導月刊》等。
1960年4月17日，教育部部長梅貽琦授以「志道依仁」匾額給張雪門。同年，張雪門著作《幼稚園教材教法》由新潮幼教社出版。
1961年，張雪門因中風行動不便，便在華霞菱記錄下，口述教學經驗加上之前在廣西的舊稿成書《實習三年》，由童年出版社在1961年8月出版。後來，他又出書《從孩提到青年》、《幼教師資進修十講》等。1965年，右眼球手術摘除後，依然在期刊《幼兒教育》發表幼教的文章。1969年，他將半世紀的教學經驗集成專書《幼稚教育五十年》，由臺灣書局出版。
1973年4月18日，張雪門病逝於和平醫院。在中國文化大學總務處任職的張雪門之弟張三茂，將兄長中、日文書籍八百零二冊、期刊二一九冊捐給校方。

## 身後

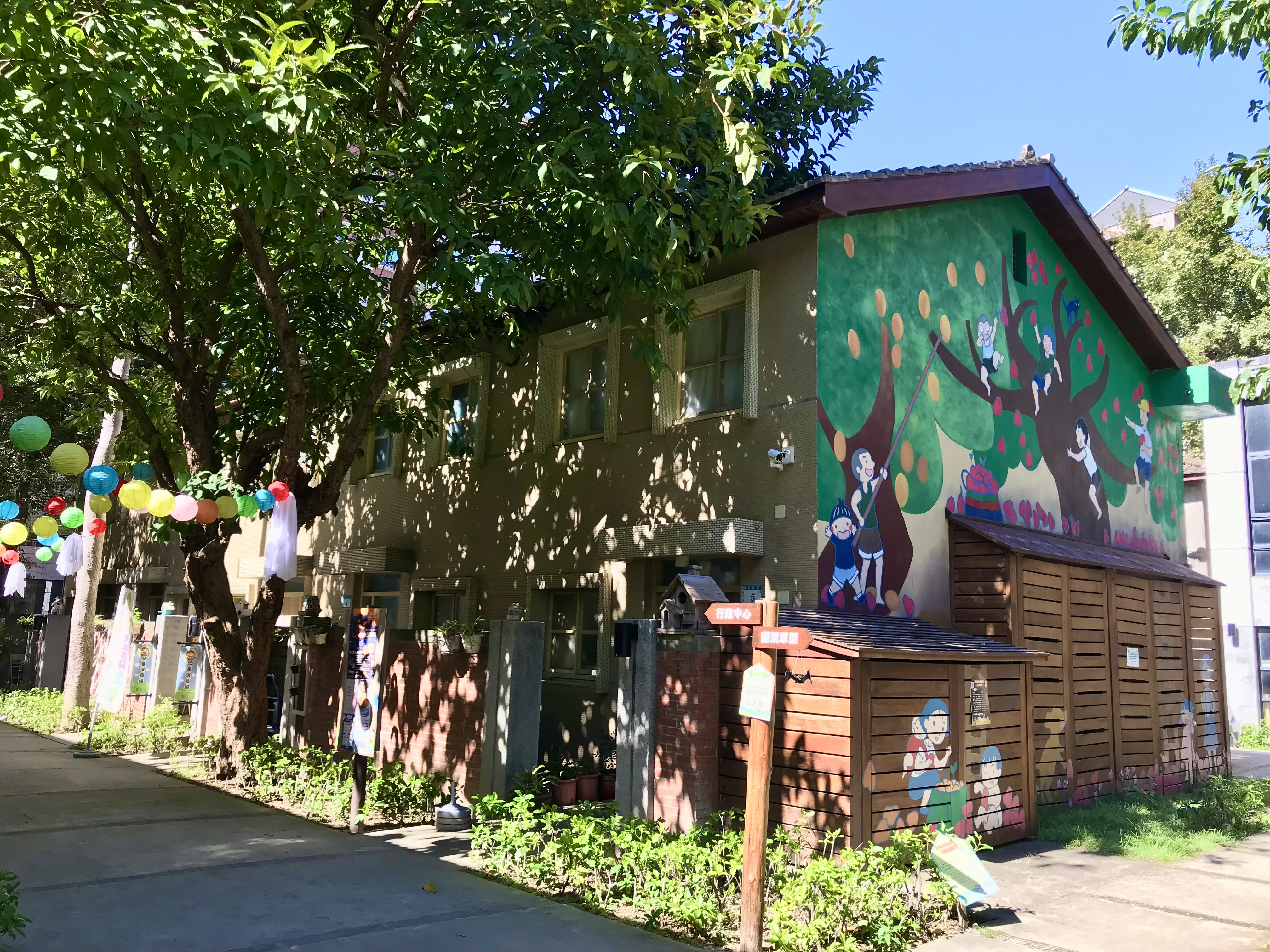
臺灣省育幼院宿舍

位於北投的育幼院因屋舍老舊，1970年代遷到蘆竹。2013年，鄉公所計畫將育幼院員工宿舍拆除改建為運動中心。呼籲保留的當地人孫毓晴在調查歷史時，才發現與有「臺灣幼兒教育之父」張雪門有關。2013年11月20日，爭取保留的蘆竹鄉南崁居民前往文化部陳情時，居民任孝君以育幼院家眷身份表示，園區連結著台灣幼教啟蒙者張雪門先生的故事。2014年8月26日，呼籲保留的桃園南崁文化協會成員到文化部陳情時，再提到張雪門。